# Edificio de Correos de Melilla
El Edificio de Correos es el edificio racionalista más destacado de la ciudad española Melilla. Está ubicado en el Ensanche Modernista, en la calle Pablo Vallescá y forma parte del Conjunto Histórico Artístico de la Ciudad de Melilla, un Bien de Interés Cultural.

## Historia
Concedido en 1920 el terreno, en enero de 1924 el capitán de Ingenieros Jorge Palanca realiza el proyecto, iniciándose al poco las obras, paralizadas por la Guerra Civil Española, retomadas en 1943. Fue recepcionado en 1950 e inaugurado el 8 de septiembre de 1951 como sede de Correos. Fue uno de lo mayores edificios de oficinas de la ciudad en su época. En junio de 2010, Correos se trasladó a un local de menores dimensiones en la calle Pedro Navarro del Barrio del Industrial, aunque al mes siguiente tuvieron que devolver el servicio de paquetería al edificio por problemas de espacio, finalmente este servicio fue trasladado en septiembre de 2014. En la actualidad está previsto que albergue la Facultad de Enfermería de Melilla una vez sea restaurado,
tras su compra en efectuada en 2015.

## Descripción
Está construido con una estructura metálica (hierro), siendo sus cerramientos de ladrillo. Tiene planta poligonal, con un cuerpo principal rectangular del que sobresalen sus esquinas y tres patios de luces que arrancan de la primera planta. Dispone de planta baja, en la que se sitúa un vestíbulo central, con columnas, mostradores y paredes revestidas de mármoles y un lucernario en el techo, y dos plantas más. De la fachada sobresalen su tratamiento, a base de recuadros polícromos, las rejerías de la planta baja y el cuerpo central de la fachada principal, de dos plantas de piedra.